# 日本マンガ芸術学院
日本マンガ芸術学院（にほんマンガげいじゅつがくいん）は、愛知県名古屋市中村区にある専修学校。略称はニチマで、学校法人敬道学園の経営。デザイン・写真の専門学校として43年の歴史がある日本デザイナー芸術学院の姉妹校。マンガ・コミックイラスト・声優タレントのコースのみの専門学校として2011年4月に開校。
当校の学生はニチマ（にちま）と略して呼称することが多い。

## 設置学科
2019年度募集学科

### 昼間部（全日制）[1]
- マンガ コース
- コミックイラスト コース
- 小説クリエイト コース
- 声優タレント コース

### 夜間部（夜間制）[2]
- デザイン 講座
- イラスト 講座
- マンガ 講座
- 声優 講座

## 高校生グランプリ
デザインイラストグランプリ・マンガグランプリ・写真グランプリ・声優グランプリ、4部門からなる高校生対象の作品グランプリ。
毎年数多くの作品や高校生のエントリーがあり、厳選な審査を経て選ばれる。
日本デザイナー芸術学院と共同開催。

## 沿革
- 1967年 日本デザイナー学院・日本写真専門学院名古屋校創立
- 1979年 専門学校設置認可に伴い、日本写真専門学院名古屋校は日本デザイナー学院名古屋校写真科に改称。校長に狭間寿郎就任
- 1981年 校長に横田真利就任
- 1984年 校長に岡本滋夫就任
- 1987年 名古屋校創立20周年記念「高校生デザイン・写真コンペティション」開催
- 1990年 パリ海外研修旅行始まる
- 1991年 校長に中井幸一就任 / 名古屋市中村区黄金通に新校舎完成、移転
- 1995年 マルチメディアデザイン（現：CGデザイン）コース設置
- 1997年 名古屋校創立30周年を迎えOB30展開催 / マンガコース設置
- 1998年 日本デザイナー芸術学院 名古屋校に校名変更 / コミュニケーション・アート学科設置 / 校長に竹内克郎就任
- 1999年 写真科OB35展開催
- 2000年 OB展2000「DIGITAL WORLD」開催
- 2002年 創立35周年記念イベント開催
- 2003年 世界グラフィックデザインフェアに出展
- 2007年 校長に田辺 雅一就任 / 創立40周年記念「OB40展」開催
- 2010年 愛知県に認可申請 / マンガ・声優タレントの専門学校として学生募集開始

## グループ校
- 日本デザイナー芸術学院 名古屋校
- 北海道芸術高等学校

## 主な卒業生
- 日高未涼（声優）
- 松本ナミル（漫画家）